# Кортизол
Кортизо́л (гидрокортизон) — стероидный гормон, который образуется в коре надпочечников. Регулирует стресс в организме, воздействуя на уровень артериального давления, обмен белков, жиров и углеводов. Биологически активный глюкокортикоидный гормон стероидной природы, то есть в своей структуре имеет стерановое ядро. Кортизол секретируется наружным слоем (корой) надпочечников под воздействием адренокортикотропного гормона (АКТГ — гормон гипофиза).
Секреция АКТГ, в свою очередь, стимулируется соответствующим рилизинг-фактором гипоталамуса (КРГ — кортикотропин-рилизинг-гормон, или кортиколиберин).
Гиперфункция надпочечников приводит к клинической картине болезни Кушинга, недостаточная функция называется болезнью Аддисона. Кроме того, кортизол участвует в регуляции роста.

## Открытие
В 1930-х годах американские и европейские исследователи независимо друг от друга изучали активные вещества, секретируемые железами надпочечников. Содержание этих веществ в органах крайне низко. Таким образом, при существующих в то время методах анализа непосредственное структурное выяснение было невозможно. Поэтому Эдварду Кэлвину Кендаллу и его коллегам пришлось извлечь железы из 1,25 миллиона голов крупного рогатого скота на бойнях. Из экстракта они выделили, в частности, восемь стероидов, которые первоначально назывались «Соединения А-Н». Затем Кендалл дал своему «Соединению Е» название кортизон; «Соединение F» позже было названо кортизолом. Тадеус Райхштейн смог выяснить химическую структуру и конфигурацию вещества. Хиральное вещество формально может быть получено из стероидного углеводорода прегнана, что даёт нумерацию атомов углерода. Он содержит три гидроксильные группы и две кетогруппы, одна из которых α, β-ненасыщенная (конъюгированная), еноновая структура. Гидроксильные группы классифицируются как первичные, вторичные и третичные, что отражается в реакционной способности.

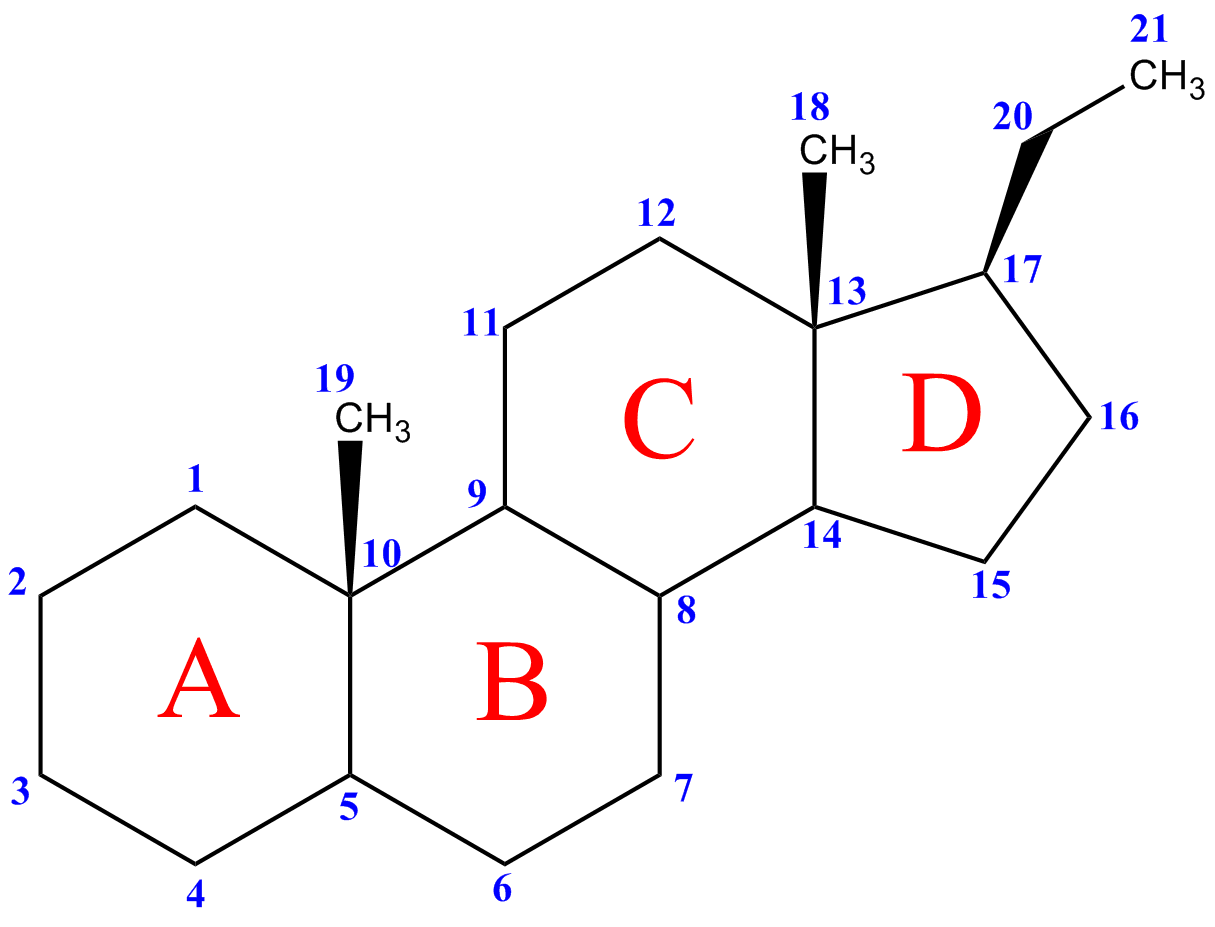
Нумерация атомов углерода стероидного ядра

Прегнан с нумерацией атомов углерода. Группы CH3 и группа CH3-CH2 имеют β-конфигурацию, то есть указывают на наблюдателя.

## Биосинтез
Кортизол — это стероидный гормон коры надпочечников. Он образуется из холестерина и, следовательно, является производным из изопентенилпирофосфата (IPP). В этом процессе синтез прегненолона, общего предшественника стероидных гормонов (например, кортизола), минералокортикоидов (например, альдостерона), андрогенов (например, тестостерона) и эстрогенов (например, эстрадиола), сначала происходит в митохондриях коры надпочечников.
Фермент, который катализирует образование прегненолона через промежуточное соединение 20 α,20 β-дигидроксихолестерин, называется холестериндезмолазой и представляет собой монооксигеназу, которая вырабатывает НАДФН в виде необходимого кофактора. При этом шестиэлектронном окислении расходуются три молекулы НАДФН и три молекулы кислорода. В качестве кофермента ему необходим гем-содержащий цитохром Р450. Однако ограничивающим скорость этапом биосинтеза кортизола является не десмолаза холестерина, а транслоказа холестерина, расположенная на внешней митохондриальной мембране, которая транспортирует холестерин, необходимый для внутренней митохондриальной мембраны. Этот белок, известный как «StAR-белок» (стероидогенный острый регуляторный белок), активируется в присутствии цАМФ (циклический аденозинмонофосфат), и, следовательно, является регуляторным этапом, на котором АКТГ влияет, среди прочего, на синтез кортизола.

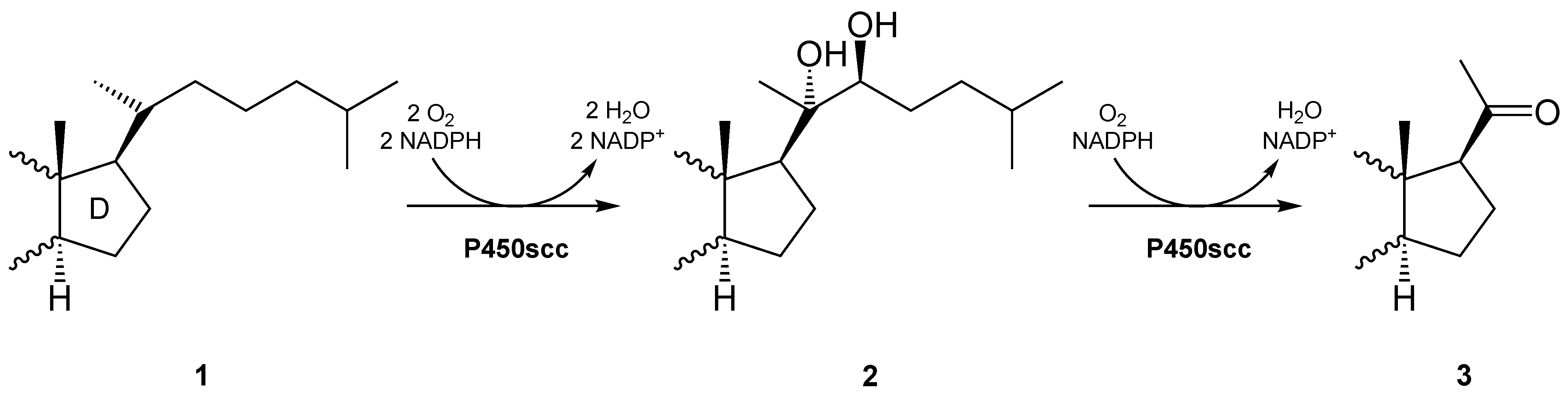
Синтез прегненолона, начиная с холестерина. Для удобства просмотра показано только одно кольцо (D) соответствующих стероидов.

Прегненолон выходит из митохондрий и превращается в прогестерон с помощью 3 β-гидроксистероиддегидрогеназы и изомеразы. В эндоплазматическом ретикулуме (ЭР) этот прогестерон превращается в 17 α-гидроксипрогестерон ферментом 17-стероидгидроксилазой. Дальнейшее гидроксилирование под катализом 21-гидроксилазы приводит к образованию 11-дезоксикортизола, который затем снова превращается в кортизол в митохондриях стероидной 11-β-гидроксилазой. Все описанные ферменты представляют собой специфические железосодержащие ферменты цитохрома Р450. При дефекте ферментов биосинтеза кортизола (в основном 21-гидроксилазы) секреция АКТГ не ингибируется кортизолом посредством отрицательной обратной связи, и в нём накапливаются предшественники 11-дезоксикортизола. В настоящее время их можно все чаще использовать для синтеза андрогенов, и в качестве клинической картины возникает адреногенитальный синдром.

## Физиология
Кортизол является регулятором углеводного обмена организма, а также принимает участие в развитии стрессовых реакций. Для кортизола характерен суточный ритм секреции: минимальная концентрация отмечается в вечерние, а максимальная в утренние часы.
Кортизол вырабатывается в организме человека надпочечниками в пучковой зоне, втором из трёх слоёв, составляющих кору надпочечников. Выделение кортизола контролируется гипоталамусом. Секреция кортикотропин-рилизинг-гормона гипоталамусом заставляет клетки соседней передней доли гипофиза выделять другой гормон, адренокортикотропный гормон (АКТГ), в сосудистую систему, через которую кровь переносит его в кору надпочечников. АКТГ стимулирует синтез кортизола и других глюкокортикоидов, минералокортикоидного альдостерона и дегидроэпиандростерона.
Выделившийся в кровь кортизол достигает клеток-мишеней (в частности, клеток печени). Благодаря своей липофильной природе легко проникает через клеточную мембрану в цитоплазму и ядро, где связывается со специфическими рецепторами. Гормон-рецепторный комплекс является фактором транскрипции — он активирует транскрипцию определённых участков ДНК. В результате синтез глюкозы в гепатоцитах усиливается, тогда как в мышцах снижается распад глюкозы. Таким образом, эффект кортизола состоит в сохранении энергетических ресурсов организма. Затем в клетках печени глюкоза запасается в виде гликогена.
По принципу отрицательной обратной связи повышение уровня кортизола в крови снижает секрецию кортиколиберина (а значит, и АКТГ).
Уровень кортизола изменяется в зависимости от времени суток, а также стадии менструального цикла (у женщин), поэтому важно знать оптимальное время для сдачи анализа крови для проверки уровня кортизола.

## Эволюционная роль
Кортизол — это гормон стресса, в том числе долговременного. В эволюционной перспективе главный продолжительный стресс был связан с дефицитом пищи. В современном мире долговременный стресс чаще всего связан с финансовыми трудностями, проблемами в отношениях и с неуверенностью или беспокойством по поводу здоровья — своего или близких. Хронический стресс приводит к увеличению выработки кортизола, что, в свою очередь, влечёт изменения в обмене веществ, в том числе к ожирению.

## Фармакологическое применение
Кортизол в более высоких дозах обладает противовоспалительным и иммунодепрессивным действием. Гидрокортизон, так в фармакологии называют синтетическую форму кортизола, принимают внутрь или вводят внутривенно для подавления иммунитета. Но при этом эффект от доз, вводимых внутривенно, значительно превышает эффект от перорально вводимых, поскольку кортизол метаболизируется в печени (глюкоронидирование и последующее выведение через почки, см. «эффект первого прохождения»). Однако этот метод более эффективен при заболеваниях с рассеянными симптомами, таких как крапивница.
Для противовоспалительного эффекта (например, при экземе) гидрокортизон наносят в виде мази на поражённые участки кожи. При воспалении суставов (например, из-за подагры) активное вещество также можно вводить в воспалённый сустав.
При гипотензии коры надпочечников (болезнь Аддисона) кортизол назначают в качестве заместительной терапии.

## Определение уровня кортизола у человека
Определение уровня кортизола у человека сопряжено с трудностями, ввиду того, что уровень кортизола в тканях и биологических жидкостях человека, в норме, варьирует с частотой суточного циркадного ритма, с пиком утром, снижением в течение дня, и минимальным значением ночью. Однако, у некоторых пациентов, при нормальном среднесуточном уровне кортизола, в определённые периоды времени, уровень кортизола может быть ниже или выше обычной для данного времени суток нормы, что затрудняет клиническую интерпретацию результатов измерения этого гормона у таких пациентов, если брать пробу только один раз в день.
Кортизол липофилен (растворяется в жирах, а не в воде), и транспортируется из надпочечников в ткани-мишени как в свободном виде, так и в связанном виде с белками: транскортином (также известным как глобулин, связывающий кортикостероиды, англ. corticosteroid binding globulin) и альбумином. Лишь та небольшая часть общего кортизола в теле человека, которая не связана с белками, обладает биологической активностью, то есть способна, в частности, воздействовать на клюкокортикоидные рецепторы клеток. Связывание кортизола с транскортином осуществляется в пропорции один к одному. При анализе уровня кортизола в сыворотке крови, как правило, измеряется общий уровень кортизола, и эти результаты могут давать неверную картину об этом гормоне у пациентов с изменённой концентрацией белков, связывающих кортизол, в сыворотке крови. Анализ уровня кортизола в слюне позволяет избежать этой проблемы, поскольку только свободный кортизол может проходить через гематосаливарный барьер. Частицы транскортина слишком велики, чтобы пройти через этот барьер, состоящий из слоёв эпителиальных клеток слизистой оболочки полости рта и слюнных желёз, а относительно мелкие молекулы кортизола свободно проникают через этот барьер и попадают из крови в слюну.